# Alpiner Nor-Am Cup 2014/15
Die Saison 2014/2015 des Alpinen Nor-Am Cups begann am 1. Dezember 2014 in Aspen (Herren) bzw. in Copper Mountain (Damen). Sie endete am 23. März 2015 in Waterville Valley (Herren) bzw. in Burke Mountain (Damen). Bei Herren und Damen waren je 27 Rennen geplant.
Die Tabellen zeigen die fünf Bestplatzierten in der Gesamtwertung und in jeder Disziplinwertung sowie die drei besten Fahrer jedes Rennens.

## Herren

### Gesamtwertung
| Rang | Name                 | Land               | Punkte |
| ---- | -------------------- | ------------------ | ------ |
| 1    | Michael Ankeny       | Vereinigte Staaten | 659    |
| 2    | Tyler Werry          | Kanada             | 642    |
| 3    | Trevor Philp         | Kanada             | 550    |
| 4    | Tommy Ford           | Vereinigte Staaten | 539    |
| 5    | Kieffer Christianson | Vereinigte Staaten | 462    |

### Abfahrt
| Rang | Name              | Land               | Punkte |
| ---- | ----------------- | ------------------ | ------ |
| 1    | Tyler Werry       | Kanada             | 200    |
| 2    | Natko Zrnčić-Dim  | Kroatien           | 140    |
| 3    | Jeffrey Frisch    | Kanada             | 125    |
| 4    | Paul de la Cuesta | Spanien            | 110    |
| 5    | Thomas Biesemeyer | Vereinigte Staaten | 086    |

### Super-G
| Rang | Name               | Land               | Punkte |
| ---- | ------------------ | ------------------ | ------ |
| 1    | Jeffrey Frisch     | Kanada             | 200    |
| 1    | Broderick Thompson | Kanada             | 200    |
| 3    | Tyler Werry        | Vereinigte Staaten | 185    |
| 4    | Erik Arvidsson     | Vereinigte Staaten | 150    |
| 4    | Samuel Dupratt     | Vereinigte Staaten | 141    |

### Riesenslalom
| Rang | Name                 | Land               | Punkte |
| ---- | -------------------- | ------------------ | ------ |
| 1    | Gino Caviezel        | Schweiz            | 300    |
| 2    | Tommy Ford           | Vereinigte Staaten | 293    |
| 3    | Trevor Philp         | Kanada             | 254    |
| 4    | Kieffer Christianson | Vereinigte Staaten | 249    |
| 5    | Hig Roberts          | Vereinigte Staaten | 214    |

### Slalom
| Rang | Name           | Land               | Punkte |
| ---- | -------------- | ------------------ | ------ |
| 1    | Michael Ankeny | Vereinigte Staaten | 450    |
| 2    | Espen Lysdahl  | Norwegen           | 326    |
| 3    | Tim Kelley     | Vereinigte Staaten | 313    |
| 4    | Trevor Philp   | Kanada             | 296    |
| 5    | Joonas Räsänen | Finnland           | 227    |

### Super-Kombination
| Rang | Name              | Land               | Punkte |
| ---- | ----------------- | ------------------ | ------ |
| 1    | Erik Arvidsson    | Vereinigte Staaten | 100    |
| 2    | Peder Dahlum Eide | Norwegen           | 080    |
| 3    | Sandro Boner      | Schweiz            | 060    |
| 4    | Henrik Røa        | Norwegen           | 050    |
| 5    | Tommy Ford        | Vereinigte Staaten | 045    |

### Podestplätze
Disziplinen:
- DH = Abfahrt
- SG = Super-G
- GS = Riesenslalom
- SL = Slalom
- SC = Superkombination

| Datum             | Ort               | Dis. | 1. Platz                   | 2. Platz                   | 3. Platz                   |
| ----------------- | ----------------- | ---- | -------------------------- | -------------------------- | -------------------------- |
| 1. Dezember 2014  | Aspen             | GS   | Giovanni Borsotti (ITA)    | David Chodounsky (USA)     | Gino Caviezel (SUI)        |
| 2. Dezember 2014  | Aspen             | GS   | Giovanni Borsotti (ITA)    | Philipp Schörghofer (AUT)  | Gino Caviezel (SUI)        |
| 3. Dezember 2014  | Copper Mountain   | SL   | Leif Kristian Haugen (NOR) | Linus Straßer (GER)        | Michael Ankeny (USA)       |
| 4. Dezember 2013  | Copper Mountain   | SL   | Markus Larsson (SWE)       | Espen Lysdahl (NOR)        | AJ Ginnis (USA)            |
| 10. Dezember 2014 | Lake Louise       | DH   | Tyler Werry (CAN)          | Jeffrey Frisch (CAN)       | Natko Zrnčić-Dim (CRO)     |
| 11. Dezember 2014 | Lake Louise       | DH   | Tyler Werry (CAN)          | Natko Zrnčić-Dim (CRO)     | Paul de la Cuesta (ESP)    |
| 13. Dezember 2014 | Panorama          | SG   | Jeffrey Frisch (CAN)       | Conrad Pridy (CAN)         | Tanner Farrow (USA)        |
| 14. Dezember 2014 | Panorama          | SG   | Erik Arvidsson (USA)       | Samuel Dupratt (USA)       | Broderick Thompson (CAN)   |
| 14. Dezember 2014 | Panorama          | SC   | Erik Arvidsson (USA)       | Peder Dahlum Eide (NOR)    | Sandro Boner (SUI)         |
| 15. Dezember 2014 | Panorama          | SL   | Tim Kelley (USA)           | Hig Roberts (USA)          | Seppi Stiegler (USA)       |
| 16. Dezember 2014 | Panorama          | SL   | Tim Kelley (USA)           | Michael Ankeny (USA)       | Tommy Ford (USA)           |
| 17. Dezember 2014 | Panorama          | GS   | Ford Swette (CAN)          | Samuel Dupratt (USA)       | Kieffer Christianson (USA) |
| 19. Dezember 2014 | Panorama          | GS   | Henrik Røa (NOR)           | Giulio Bosca (ITA)         | Tommy Ford (USA)           |
| 17. Februar 2015  | Calgary           | SL   | Trevor Philp (CAN)         | Erik Read (CAN)            | Robby Kelley (USA)         |
| 18. Februar 2015  | Calgary           | SL   | Will Brandenburg (USA)     | Espen Lysdahl (NOR)        | Joonas Räsänen (FIN)       |
| 19. Februar 2015  | Nakiska           | SG   | Erik Read (CAN)            | Broderick Thompson (CAN)   | Tommy Ford (USA)           |
| 19. Februar 2015  | Nakiska           | SC   | Rennen abgesagt.           | Rennen abgesagt.           | Rennen abgesagt.           |
| 20. Februar 2015  | Nakiska           | SG   | Rennen abgesagt.           | Rennen abgesagt.           | Rennen abgesagt.           |
| 21. Februar 2015  | Nakiska           | GS   | Gino Caviezel (SUI)        | Justin Murisier (SUI)      | Tommy Ford (USA)           |
| 22. Februar 2015  | Nakiska           | GS   | Justin Murisier (SUI)      | Gino Caviezel (SUI)        | Tommy Ford (USA)           |
| 18. März 2015     | Sugarloaf         | DH   | Rennen abgesagt.           | Rennen abgesagt.           | Rennen abgesagt.           |
| 19. März 2015     | Sugarloaf         | SG   | Tyler Werry (CAN)          | Wiley Maple (USA)          | Jared Goldberg (USA)       |
| 20. März 2015     | Waterville Valley | GS   | Tyler Werry (CAN)          | David Donaldson (CAN)      | Hig Roberts (USA)          |
| 21. März 2015     | Waterville Valley | GS   | Trevor Philp (CAN)         | Kieffer Christianson (USA) | Tyler Werry (CAN)          |
| 22. März 2015     | Waterville Valley | SL   | Trevor Philp (CAN)         | Michael Ankeny (USA)       | Joonas Räsänen (FIN)       |
| 23. März 2015     | Waterville Valley | SL   | Michael Ankeny (USA)       | AJ Ginnis (USA)            | Trevor Philp (CAN)         |

## Damen

### Gesamtwertung
| Rang | Name                     | Land               | Punkte |
| ---- | ------------------------ | ------------------ | ------ |
| 1    | Candace Crawford         | Kanada             | 1315   |
| 2    | Mikaela Tommy            | Kanada             | 0770   |
| 3    | Paula Moltzan            | Vereinigte Staaten | 0662   |
| 4    | Kristine Gjelsten Haugen | Norwegen           | 0606   |
| 5    | Valérie Grenier          | Kanada             | 0574   |

### Abfahrt
| Rang | Name             | Land               | Punkte |
| ---- | ---------------- | ------------------ | ------ |
| 1    | Julia Ford       | Vereinigte Staaten | 180    |
| 2    | Maruša Ferk      | Slowenien          | 160    |
| 3    | Karolina Chrapek | Polen              | 105    |
| 4    | Katie Ryan       | Vereinigte Staaten | 090    |
| 5    | Breezy Johnson   | Vereinigte Staaten | 086    |

### Super-G
| Rang | Name             | Land               | Punkte |
| ---- | ---------------- | ------------------ | ------ |
| 1    | Abby Ghent       | Vereinigte Staaten | 276    |
| 2    | Candace Crawford | Kanada             | 235    |
| 3    | Mikaela Tommy    | Kanada             | 200    |
| 4    | Katharine Irwin  | Vereinigte Staaten | 190    |
| 5    | Anna Marno       | Vereinigte Staaten | 186    |

### Riesenslalom
| Rang | Name                     | Land               | Punkte |
| ---- | ------------------------ | ------------------ | ------ |
| 1    | Candace Crawford         | Kanada             | 507    |
| 2    | Megan McJames            | Vereinigte Staaten | 301    |
| 3    | Mikaela Tommy            | Kanada             | 281    |
| 4    | Kristine Gjelsten Haugen | Norwegen           | 252    |
| 5    | Valérie Grenier          | Kanada             | 214    |

### Slalom
| Rang | Name                      | Land               | Punkte |
| ---- | ------------------------- | ------------------ | ------ |
| 1    | Candace Crawford          | Kanada             | 373    |
| 2    | Paula Moltzan             | Vereinigte Staaten | 361    |
| 3    | Kristine Gjelsten Haugen  | Norwegen           | 354    |
| 4    | Laurence St-Germain       | Kanada             | 296    |
| 5    | Kristina Riis-Johannessen | Norwegen           | 229    |

### Super-Kombination
| Rang | Name             | Land               | Punkte |
| ---- | ---------------- | ------------------ | ------ |
| 1    | Candace Crawford | Kanada             | 200    |
| 2    | Mikaela Tommy    | Kanada             | 130    |
| 3    | Leona Popović    | Kroatien           | 120    |
| 4    | Paula Moltzan    | Vereinigte Staaten | 080    |
| 5    | Ali Nullmeyer    | Kanada             | 056    |

### Podestplätze
Disziplinen:
- DH = Abfahrt
- SG = Super-G
- GS = Riesenslalom
- SL = Slalom
- SC = Superkombination

| Datum             | Ort             | Dis. | 1. Platz                       | 2. Platz                        | 3. Platz                       |
| ----------------- | --------------- | ---- | ------------------------------ | ------------------------------- | ------------------------------ |
| 1. Dezember 2014  | Copper Mountain | SL   | Anna Swenn-Larsson (SWE)       | Lena Dürr (GER)                 | Emelie Wikström (SWE)          |
| 2. Dezember 2013  | Copper Mountain | SL   | Anna Swenn-Larsson (SWE)       | Erin Mielzynski (CAN)           | Adeline Baud (FRA)             |
| 3. Dezember 2014  | Aspen           | GS   | Ana Drev (SLO)                 | Wendy Holdener (SUI)            | Coralie Frasse Sombet (FRA)    |
| 4. Dezember 2014  | Aspen           | GS   | Sara Hector (SWE)              | Ana Drev (SWE)                  | Coralie Frasse Sombet (FRA)    |
| 10. Dezember 2014 | Lake Louise     | DH   | Julia Ford (USA)               | Larisa Yurkiw (CAN)             | Maruša Ferk (SLO)              |
| 11. Dezember 2014 | Lake Louise     | DH   | Maruša Ferk (SLO)              | Julia Ford (USA)                | Karolina Chrapek (POL)         |
| 13. Dezember 2014 | Panorama        | SL   | Candace Crawford (CAN)         | Leona Popović (CRO)             | Kate Ryley (CAN)               |
| 14. Dezember 2014 | Panorama        | SL   | Alex Tilley (GBR)              | Candace Crawford (CAN)          | Tianda Carroll (CAN)           |
| 15. Dezember 2014 | Panorama        | SG   | Valérie Grenier (CAN)          | Katharine Irwin (USA)           | Katie Ryan (USA)               |
| 16. Dezember 2014 | Panorama        | SG   | Mikaela Tommy (CAN)            | Abby Ghent (USA)                | Katharine Irwin (USA)          |
| 17. Dezember 2014 | Panorama        | SC   | Candace Crawford (CAN)         | Mikaela Tommy (CAN)             | Leona Popović (CRO)            |
| 18. Dezember 2014 | Panorama        | GS   | Alex Tilley (GBR)              | Candace Crawford (CAN)          | Leona Popović (CRO)            |
| 20. Dezember 2014 | Panorama        | GS   | Alex Tilley (GBR)              | Mikaela Tommy (CAN)             | Valérie Grenier (CAN)          |
| 17. Februar 2015  | Nakiska         | GS   | Candace Crawford (CAN)         | Megan McJames (USA)             | Leona Popović (CRO)            |
| 18. Februar 2015  | Nakiska         | GS   | Mikaela Tommy (USA)            | Candace Crawford (CAN)          | Kristine Gjelsten Haugen (NOR) |
| 19. Februar 2015  | Nakiska         | SG   | Candace Crawford (CAN)         | Abby Ghent (USA)                | Anna Marno (USA)               |
| 19. Februar 2015  | Nakiska         | SC   | Candace Crawford (CAN)         | Paula Moltzan (USA)             | Leona Popović (CRO)            |
| 20. Februar 2015  | Nakiska         | SG   | Anna Marno (USA)               | Abby Ghent (USA)                | Alice Merryweather (USA)       |
| 21. Februar 2015  | Calgary         | SL   | Kristine Gjelsten Haugen (NOR) | Kristina Riis-Johannessen (NOR) | Candace Crawford (CAN)         |
| 22. Februar 2015  | Calgary         | SL   | Paula Moltzan (USA)            | Kristine Gjelsten Haugen (NOR)  | Leona Popović (CRO)            |
| 18. März 2015     | Sugarloaf       | GS   | Rennen abgesagt.               | Rennen abgesagt.                | Rennen abgesagt.               |
| 19. März 2015     | Sugarloaf       | SG   | Rennen abgesagt.               | Rennen abgesagt.                | Rennen abgesagt.               |
| 20. März 2015     | Burke Mountain  | GS   | Valérie Grenier (CAN)          | Candace Crawford (CAN)          | Mikaela Tommy (CAN)            |
| 21. März 2015     | Burke Mountain  | GS   | Candace Crawford (CAN)         | Kristine Gjelsten Haugen (NOR)  | Monica Hübner (GER)            |
| 22. März 2015     | Burke Mountain  | SL   | Paula Moltzan (USA)            | Laurence St-Germain (CAN)       | Kristine Gjelsten Haugen (NOR) |
| 23. März 2015     | Burke Mountain  | SL   | Paula Moltzan (USA)            | Laurence St-Germain (CAN)       | Roni Remme (CAN)               |